# Andreas Wellinger
Andreas „Andi“ Wellinger (* 28. August 1995 in Traunstein) ist ein deutscher Skispringer, der für den SC Ruhpolding startet und seit 2015 dem Zoll-Ski-Team angehört. Sein bisher größter Erfolg ist der Gewinn der Goldmedaille auf der Normalschanze bei den Olympischen Winterspielen 2018 in Pyeongchang.

## Familie und Jugend
Andreas Wellinger stammt aus Weißbach an der Alpenstraße. Vater Hermann Wellinger war Alpin-Skifahrer mit Weltcup-Einsätzen. Seine Mutter Claudia Hummel fuhr auch Skirennen und ist Skisprungrichterin. Beim SC Ruhpolding lernte Andreas Wellinger Skispringen. Mit zwölf Jahren wechselte Andreas Wellinger von der Realschule in Traunstein auf das Ski-Internat in Berchtesgaden. Zunächst betrieb er die Nordische Kombination, bevor er mit 15 Jahren zum Spezialsprung wechselte. Wellinger hat zwei ältere Schwestern.

## Werdegang

### Anfänge in der Nordischen Kombination
Wellinger war von 2002 bis 2010 Nordischer Kombinierer und ist seit Februar 2011 Spezialspringer. 2009 wurde er in der Gesamtwertung des Schülercups Zweiter. Bei den OPA-Spielen 2010 wurde er Dritter in der Nordischen Kombination. Im März 2010 kam er auf den zweiten Platz im Schülercup. Im September 2011 belegte er den dritten und zweiten Rang im Deutschlandpokal. Einen Monat später siegte er im Alpencup, wurde im Dezember Fünfter und siegte im selben Monat im Deutschlandpokal. Bei den deutschen Meisterschaften 2011 der Junioren in Hinterzarten sprang er auf den fünften Platz und wurde mit dem Team Neunter. Bei den Olympischen Jugend-Winterspielen 2012 gewann er mit dem Mix-(Sprung/Kombinations)-Team die Goldmedaille. Im Einzelwettbewerb wurde er dort Vierter. Im Sommer 2012 erreichte er im Skisprung-Continental-Cup 2012/13 je einen ersten, zweiten und dritten Platz. Bei den deutschen Meisterschaften 2012 in Klingenthal belegte er den fünften Platz und wurde deutscher Meister mit der Mannschaft.

### Erste Starts im Weltcup (2012)
Seit dem Beginn der Saison 2012/13 startet Wellinger im Weltcup. Bereits bei seinem ersten Weltcupspringen am 24. November 2012 wurde er Fünfter, nachdem er nach dem ersten Durchgang sogar geführt hatte. Bereits knapp eine Woche später feierte er mit der deutschen Mannschaft beim Springen auf der Rukatunturi-Schanze in Kuusamo im Mannschaftswettbewerb seinen ersten Weltcupsieg. Mit der höchsten Punktzahl aller Springer hatte er großen Anteil daran. Am 9. Dezember 2012 belegte er mit einem dritten Platz auf der Normalschanze des Skisprungkomplexes RusSki Gorki bei Sotschi zum ersten Mal einen Weltcup-Podestplatz in einem Einzelwettkampf. Eine Woche danach, am 16. Dezember 2012, erreichte er mit einem zweiten Platz auf der Gross-Titlis-Schanze in Engelberg sein bisher bestes Einzelergebnis im Weltcup, das er in der folgenden Saison in der Vogtland Arena in Klingenthal wiederholte.
Bei den Juniorenweltmeisterschaften 2013 im tschechischen Liberec gewann er mit der deutschen Mannschaft die Bronzemedaille im Mannschaftswettbewerb. Im Einzel belegte er den fünften Rang.
Am 3. August 2013 konnte Wellinger im polnischen Wisła im Rahmen des Sommer-Grand-Prix seinen ersten Einzelsieg auf der höchsten Wettkampf-Ebene feiern. Zwei Wochen später folgte in Courchevel der nächste Sieg. Mit dem Gewinn des Springens in Klingenthal am 3. Oktober verdrängte er Jernej Damjan von Platz eins und gewann damit als dritter deutscher Skispringer nach Sven Hannawald (1999) und Andreas Wank (2012) die Gesamtwertung des Sommer-Grand-Prix.

### Erster Weltcupsieg (2014)
Seinen ersten Weltcupsieg feierte er am 16. Januar 2014 ebenfalls auf der Schanze in Wisła. Bei den Olympischen Winterspielen in Sotschi erreichte er auf der Normalschanze den sechsten Platz. Am 17. Februar 2014 wurde Wellinger zusammen mit Andreas Wank, Marinus Kraus und Severin Freund Olympiasieger im Mannschaftsspringen. Dafür wurde er am 8. Mai 2014 von Bundespräsident Joachim Gauck mit dem Silbernen Lorbeerblatt ausgezeichnet.
In die Saison 2014/15 startete er gut, als er in Klingenthal zusammen mit Markus Eisenbichler, Richard Freitag und Severin Freund den Teamwettbewerb gewann und im Einzelspringen Dritter wurde. Bei der nächsten Weltcupstation in Kuusamo stürzte er am 29. November 2014 und zog sich schwere Prellungen zu. Direkt nach dem Absprung hatte er die Kontrolle verloren und fiel auf den Vorbau der Schanze. Bei den Junioren-Weltmeisterschaften Anfang Februar 2015 in Almaty startete er wieder und gewann sowohl im Einzel als auch mit dem deutschen Team die Silbermedaille.
Bei den deutschen Meisterschaften 2016 in Oberhof gewann Wellinger die Silbermedaille im Einzelwettbewerb sowie im Mannschaftswettbewerb zusammen mit Karl Geiger, Marinus Kraus und Markus Eisenbichler die Goldmedaille.
Am 29. Januar 2017 konnte Wellinger in Willingen seinen zweiten Weltcupsieg erringen. In Zakopane, bei beiden Springen in Oberstdorf, in Sapporo, Pyeongchang, Oslo und bei zwei Springen in Planica kam er auf den zweiten Platz. Bei den Nordischen Skiweltmeisterschaften in Lahti gewann er sowohl auf der Normal- als auch auf der Großschanze die Silbermedaille, jeweils hinter dem Österreicher Stefan Kraft. Zudem wurde er zusammen mit Carina Vogt, Svenja Würth und Markus Eisenbichler Weltmeister mit der Mixed-Mannschaft. Beim Skifliegen am Vikersundbakken egalisierte er mit 245 Metern den deutschen Rekord von Severin Freund. In der erstmals ausgetragenen Raw Air belegte er hinter Kraft und dem Polen Kamil Stoch Rang drei. Am Saisonende belegte er mit insgesamt zwölf Podestplätzen Rang vier in der Weltcupgesamtwertung.

### Wellingers erste Erfolgsserie (2017/18)
Wellinger startete sehr erfolgreich in die Weltcup-Saison 2017/18. Er erzielte am 3. Dezember 2017 in Nischni Tagil seinen dritten Weltcupsieg. Als Zweiter des Gesamtweltcups ging er bei der Vierschanzentournee 2017/18 an den Start. Während der Tournee sprang er sowohl in Innsbruck als auch in Bischofshofen als Dritter auf das Podium. Er beendete die Tournee als Zweiter der Gesamtwertung hinter Kamil Stoch. Bei den Olympischen Winterspielen 2018 in Pyeongchang errang er am 10. Februar 2018 die Goldmedaille auf der Normalschanze und eine Woche später, am 17. Februar, die Silbermedaille auf der Großschanze. Am 19. Februar holte er zusammen mit Karl Geiger, Stephan Leyhe und Richard Freitag die Silbermedaille im Mannschaftswettbewerb hinter Norwegen. Mit einer Gold- und zwei Silbermedaillen war Wellinger der erfolgreichste Skispringer der Winterspiele 2018. Zusammen mit Robert Johansson hält er außerdem den olympischen Weitenrekord von 113,5 Metern auf der Normalschanze.
In der Weltcup-Saison 2018/19 belegte er beim zweiten Springen in Kuusamo den zweiten Platz, dieser blieb jedoch seine einzige Podiumsplatzierung der Saison. Mit dem Team kam er in Lahti ebenfalls noch auf Rang zwei. Bei den Nordischen Skiweltmeisterschaften 2019 in Seefeld setzte er sich bei den Trainingsdurchgängen gegen Stephan Leyhe durch, sodass er als vierter Deutscher beim Wettkampf von der Großschanze in Innsbruck antrat. Aufgrund eines enttäuschenden 32. Platzes wurde Wellinger allerdings nicht für die weiteren Wettbewerbe der Weltmeisterschaften nominiert.

### Schwere Verletzungen (2019/20)
Anfang Juni 2019 verletzte sich Wellinger im Training während der Saisonvorbereitung in Hinzenbach schwer. Er zog sich im rechten Knie eine komplexe Knieverletzung mit Abriss des vorderen Kreuzbandes sowie Meniskus- und Knorpelschaden zu, wodurch er die gesamte Saison 2019/20 ausfiel. Kurz bevor er das Training für die Saison 2020/21 aufnehmen wollte, brach sich Wellinger bei einem Urlaub Ende März 2020 in Australien das Schlüsselbein. Nach mehr als anderthalb Jahren ohne Wettkampfsprünge trat Wellinger bei den deutschen Meisterschaften 2020 in Oberstdorf erstmals wieder bei einem Wettbewerb an und belegte dabei den dreizehnten Rang. Darüber hinaus gewann er mit dem bayerischen Team die Silbermedaille.
Auch aufgrund einer COVID-19-Infektion wurde Wellinger nicht für die Olympischen Winterspiele 2022 nominiert.

### Wellingers zweite Erfolgsserie (seit 2023)
Nach einem Materialwechsel auf Van Deer gewann Wellinger am 11. Februar 2023 auf der Großschanze im US-amerikanischen Lake Placid sein erstes Weltcupspringen seit Dezember 2017; es war gleichzeitig sein erster Einzel-Podestplatz seit November 2018. Eine Woche später folgte ein weiterer Sieg auf der Normalschanze im rumänischen Râșnov. Bei den Nordischen Skiweltmeisterschaften 2023 in Planica wurde er Vizeweltmeister auf der Normalschanze und gemeinsam mit Selina Freitag, Karl Geiger und Katharina Althaus Weltmeister im Mixed-Teamwettbewerb.
Bei den ersten acht Wettbewerben der Saison 2023/24 konnte Wellinger sich siebenmal unter den besten fünf Springern platzieren und viermal auf das Podest springen, sodass er wie bereits 2017/18 als Zweiter des Gesamtweltcups zur Vierschanzentournee reiste. Am 29. Dezember 2023 gewann Wellinger das Auftaktspringen in Oberstdorf. Nach einem dritten und zwei fünften Plätzen belegte er nach Abschluss der Tournee den zweiten Gesamtrang hinter Ryōyū Kobayashi. Am Wochenende nach der Vierschanzentournee erreichte er in Wisła zwei weitere Podestplätze und verbesserte im Superteam-Wettbewerb den Schanzenrekord auf 144,5 Meter. Ende Januar belegte er am Kulm bei der Skiflug-Weltmeisterschaft im Einzel den zweiten Platz. Zudem gewann er im Teamfliegen gemeinsam mit Pius Paschke, Karl Geiger und Stephan Leyhe die Bronzemedaille. Am darauffolgenden Wochenende feierte er in Willingen seinen zweiten Saisonsieg.  Weil er jedoch bei den letzten neuen Wettbewerben keinen Podestplatz mehr schaffte, fiel er in der Weltcup-Gesamtwertung noch auf den dritten Platz hinter dem Sieger Stefan Kraft und Ryōyū Kobayashi zurück, obwohl er fast durchgehend Zweiter war.
Zu Beginn der Saison 2024/25 konnte Wellinger beim dritten Springen in Kuusamo auf der Rukatunturi-Schanze seinen achten Weltcupsieg feiern. Dieser blieb jedoch bis in den März sein einziger Podestplatz. Bei den Nordischen Skiweltmeisterschaften 2025 in Trondheim konnte er sich deutlich steigern und gewann von der Normalschanze die Silbermedaille. Bei der Raw Air belegte er in Oslo den siebten Platz. Am 15. März 2025 feierte er im Rahmen der Tour in Vikersund seinen ersten Sieg auf einer Skiflugschanze und übernahm zeitgleich die Führung in der Gesamtwertung der Raw Air. Diese konnte er am folgenden Tag mit einem zweiten Platz hinter Domen Prevc verteidigen und somit das erste Mal eine Skisprung-Tour gewinnen.

## Erfolge

### Weltcupsiege im Einzel
| Nr. | Datum             | Ort           | Typ           |
| --- | ----------------- | ------------- | ------------- |
| 01. | 16. Januar 2014   | Wisła         | Großschanze   |
| 02. | 29. Januar 2017   | Willingen     | Großschanze   |
| 03. | 3. Dezember 2017  | Nischni Tagil | Großschanze   |
| 04. | 11. Februar 2023  | Lake Placid   | Großschanze   |
| 05. | 18. Februar 2023  | Râșnov        | Normalschanze |
| 06. | 29. Dezember 2023 | Oberstdorf    | Großschanze   |
| 07. | 4. Februar 2024   | Willingen     | Großschanze   |
| 08. | 1. Dezember 2024  | Kuusamo       | Großschanze   |
| 09. | 15. März 2025     | Vikersund     | Flugschanze   |

### Weltcupsiege im Team
| Nr. | Datum             | Ort              | Typ                      |
| --- | ----------------- | ---------------- | ------------------------ |
| 01. | 30. November 2012 | Kuusamo          | Großschanze              |
| 02. | 22. November 2014 | Klingenthal      | Großschanze              |
| 03. | 21. November 2015 | Klingenthal      | Großschanze              |
| 04. | 9. Januar 2016    | Willingen        | Großschanze              |
| 05. | 21. Januar 2017   | Zakopane         | Großschanze              |
| 06. | 3. März 2018      | Lahti            | Großschanze              |
| 07. | 19. Februar 2023  | Râșnov           | Normalschanze Super Team |
| 08. | 22. November 2024 | Lillehammer      | Großschanze Mixed        |
| 09. | 13. Dezember 2024 | Titisee-Neustadt | Großschanze Super Team   |
| 10. | 8. Februar 2025   | Lake Placid      | Großschanze Mixed        |

### Grand-Prix-Siege im Einzel
| Nr. | Datum              | Ort          | Typ           |
| --- | ------------------ | ------------ | ------------- |
| 01. | 3. August 2013     | Wisła        | Großschanze   |
| 02. | 15. August 2013    | Courchevel   | Großschanze   |
| 03. | 3. Oktober 2013    | Klingenthal  | Großschanze   |
| 04. | 30. Juli 2016      | Hinterzarten | Normalschanze |
| 05. | 30. September 2023 | Hinzenbach   | Normalschanze |
| 06. | 29. September 2024 | Hinzenbach   | Normalschanze |

### Grand-Prix-Siege im Team
| Nr. | Datum           | Ort          | Typ               |
| --- | --------------- | ------------ | ----------------- |
| 01. | 14. August 2013 | Courchevel   | Großschanze Mixed |
| 02. | 7. August 2015  | Hinterzarten | Normalschanze     |
| 03. | 8. Oktober 2023 | Klingenthal  | Großschanze Mixed |
| 04. | 6. Oktober 2024 | Klingenthal  | Großschanze Mixed |

### Continental-Cup-Siege im Einzel
| Nr. | Datum             | Ort         | Typ         |
| --- | ----------------- | ----------- | ----------- |
| 01. | 8. September 2012 | Lillehammer | Großschanze |

## Statistik

### Olympische Winterspiele
- Sotschi 2014: 1. Mannschaft, 6. Einzel Normalschanze, 45. Einzel Großschanze
- Pyeongchang 2018: 2. Mannschaft, 1. Einzel Normalschanze, 2. Einzel Großschanze

### Nordische Skiweltmeisterschaften
- Falun 2015: 11. Einzel Normalschanze
- Lahti 2017: 2. Einzel Normalschanze, 2. Einzel Großschanze, 4. Team, 1. Mixed-Team
- Seefeld 2019: 32. Einzel Großschanze
- Planica 2023: 2. Einzel Normalschanze, 13. Einzel Großschanze, 5. Team, 1. Mixed-Team
- Trondheim 2025: 2. Einzel Normalschanze, 8. Einzel Großschanze, 4. Team, 4. Mixed-Team

### Weltcup-Platzierungen
| Saison  | Platz | Punkte |
| ------- | ----- | ------ |
| 2012/13 | 20.   | 0393   |
| 2013/14 | 09.   | 0601   |
| 2014/15 | 35.   | 0137   |
| 2015/16 | 17.   | 0408   |
| 2016/17 | 04.   | 1161   |
| 2017/18 | 06.   | 0828   |
| 2018/19 | 18.   | 0371   |
| 2021/22 | 29.   | 0219   |
| 2022/23 | 07.   | 0902   |
| 2023/24 | 03.   | 1488   |
| 2024/25 | 07.   | 0989   |

### Vierschanzentournee-Platzierungen
| Saison  | Platz | Punkte |
| ------- | ----- | ------ |
| 2012/13 | 09.   | 0988,7 |
| 2013/14 | 10.   | 0895,7 |
| 2015/16 | 12.   | 0970,3 |
| 2016/17 | 22.   | 0758,8 |
| 2017/18 | 02.   | 1039,2 |
| 2018/19 | 31.   | 0653,0 |
| 2020/21 | 62.   | 0108,5 |
| 2021/22 | 31.   | 0618,8 |
| 2022/23 | 11.   | 1043,8 |
| 2023/24 | 02.   | 1120,7 |
| 2024/25 | 11.   | 1092,2 |

### Grand-Prix-Platzierungen
| Saison | Platz | Punkte |
| ------ | ----- | ------ |
| 2012   | 72.   | 0008   |
| 2013   | 01.   | 0440   |
| 2014   | 18.   | 0116   |
| 2015   | 12.   | 0185   |
| 2016   | 02.   | 0351   |
| 2017   | 16.   | 0142   |
| 2018   | 58.   | 0018   |
| 2021   | 21.   | 0095   |
| 2022   | 06.   | 0165   |
| 2023   | 06.   | 0182   |
| 2024   | 06.   | 0212   |

### Schanzenrekorde
| Schanze (Hillsize)                              | Ort           | Land               | Weite   | aufgestellt am    | Rekord bis       |
| ----------------------------------------------- | ------------- | ------------------ | ------- | ----------------- | ---------------- |
| Paul-Außerleitner-Schanze (HS140)               | Bischofshofen | Österreich         | 144,5 m | 5. Januar 2017    | 6. Januar 2019   |
| Heini-Klopfer-Skiflugschanze (HS225)            | Oberstdorf    | Deutschland        | 234,5 m | 4. Februar 2017   | 5. Februar 2017  |
| Heini-Klopfer-Skiflugschanze (HS225)            | Oberstdorf    | Deutschland        | 238,0 m | 5. Februar 2017   | 19. Januar 2018  |
| Alpensia Jumping Park (HS109)                   | Pyeongchang   | Südkorea           | 113,5 m | 10. Februar 2018  | aktuell          |
| MacKenzie Intervale Ski Jumping Complex (HS128) | Lake Placid   | Vereinigte Staaten | 132,5 m | 11. Februar 2023  | 11. Februar 2023 |
| Vogtland Arena (HS140)                          | Klingenthal   | Deutschland        | 146,5 m | 10. Dezember 2023 | aktuell          |
| Malinka (HS134)                                 | Wisla         | Polen              | 144,5 m | 13. Januar 2024   | aktuell          |

## Auszeichnungen
- 2014: Eliteschüler des Sports
- 2014: 2. Platz Sportler des Jahres mit der Mannschaft
- 2018: Silbernes Lorbeerblatt